# カミーユ・グアティ
カミーユ・グアティ(Camille Guaty, 1978年6月28日 - )はアメリカ合衆国カリフォルニア州出身の女優である。

## 来歴
彼女の家族はカナリア諸島出身だった。ボストン大学卒業。ハリウッドで3年過ごした後、ロンドンの王立演劇学校で演技を学んだ。
2005年からはテレビシリーズ『プリズン・ブレイク』にてマリクルーズ役、2006年からは『The Nine』にてFranny Rios役で出演した。

## 主な出演作品

### 映画
- おとぎ話を忘れたくて Nappily Ever After (2018)

### テレビドラマ
- Gotta Kick It Up!  (2002)
- The Help  (2004)
- プリズン・ブレイク Prison Break  (2005～2007)
- The Nine  (2006～2007)
- SCORPION/スコーピオン (2014～2015)